# Morghan
Morghān (farsi مرغان) è una città dello shahrestān di Shiraz, circoscrizione Centrale, nella provincia di Fars, in Iran. Aveva, nel 2006, una popolazione di 5.660 abitanti.